# 春光之境
是一部2017年的英國同性愛情片，由法蘭西斯·李（Francis Lee）編劇、執導，也是法蘭西斯·李的導演處男作。片中主要角色是喬許·歐康納和艾力克·薩克魯。

## 演員
- 喬許·歐康納 飾 Johnny Saxby
- 艾力克·薩克魯（英语：Alec Secareanu） 飾 Gheorghe Ionescu
- 伊恩·哈特 飾 Martin Saxby
- 姬瑪·瓊斯（英语：Gemma Jones） 飾 Deidre Saxby

## 外部連結
- 互联网电影数据库（IMDb）上《神的孩子在戀愛》的资料（英文）
- 豆瓣电影上《春光之境》的資料 （简体中文）